# Pherusa capitata
Pherusa capitata är en ringmaskart som beskrevs av Nonato 1966. Pherusa capitata ingår i släktet Pherusa och familjen Flabelligeridae. Inga underarter finns listade i Catalogue of Life.